# کریستوفر اولمبو
کریستوفر اولمبو (انگلیسی: Christopher Oualembo؛ زادهٔ ۳۱ ژانویهٔ ۱۹۸۷) بازیکن فوتبال اهل فرانسه است.
از باشگاه‌هایی که در آن بازی کرده‌است می‌توان به باشگاه فوتبال آکادمیکا، باشگاه فوتبال مونتسا، باشگاه فوتبال لوانته، باشگاه فوتبال پاری سن ژرمن، و باشگاه فوتبال لخیا گدانسک اشاره کرد.
وی همچنین در تیم ملی فوتبال جمهوری دموکراتیک کنگو بازی کرده‌است.